# Eublemma syrtensis
Eublemma syrtensis là một loài bướm đêm trong họ Erebidae.